# ビクトル・ボワン
ビクトル・ボワン (Victor Boin、1886年2月28日 - 1974年3月31日) はベルギーの競泳自由形、水球、フェンシング・エペの選手。1908年、1912年、1920年の夏のオリンピックに出場した。

## オリンピック
1908年に2位、1912年に3位となったベルギーの水球チームの一員であった。1908年には100m自由形にも参加したが1回戦で敗退した。
フェンシング選手としては1912年の個人エペで4位となった。1920年は個人エペでは1回戦で敗退したが、団体として銀メダルを獲得した。

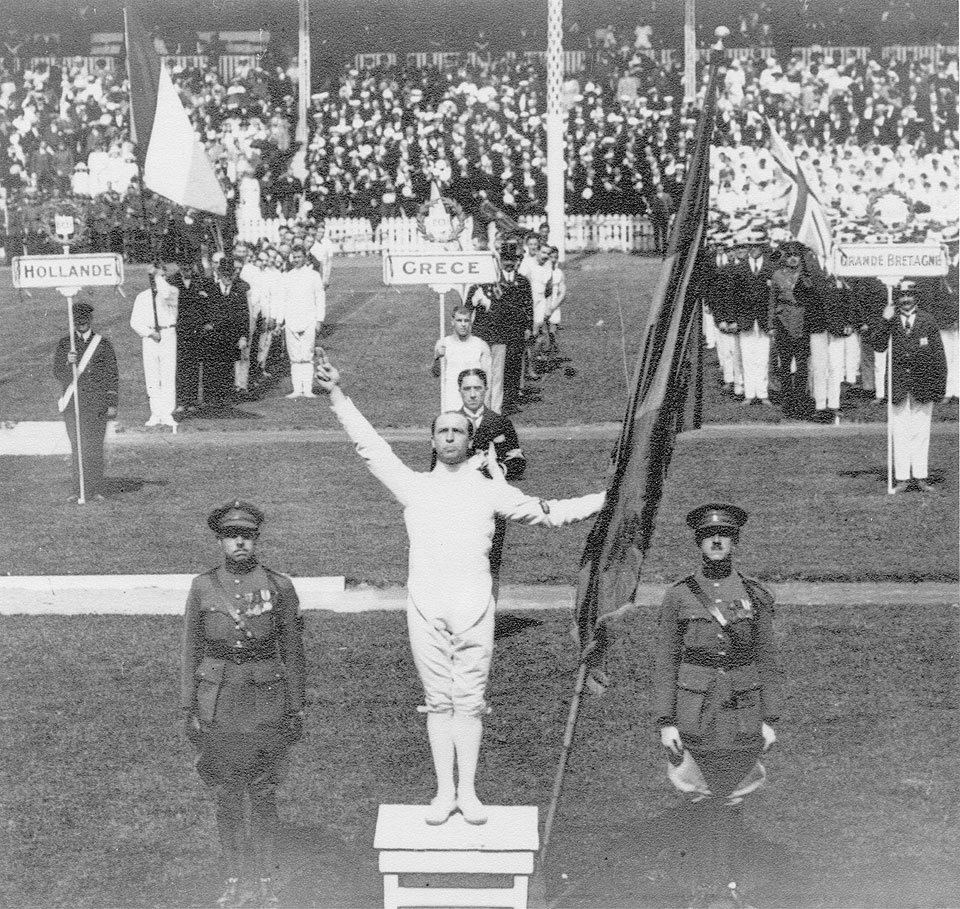
1920年アントワープ五輪で最初の宣誓をするボワン

1920年のアントワープ五輪で最初の選手宣誓を行った。開会式ではベルギー代表の旗手も務めていた。1955年から1965年にかけては、ベルギーオリンピック委員会の委員長を務めた。

## 他の活動
アイススケート、フライング、アイスホッケー、オートバイレースでも活躍した。1903年、17歳のときにベルギーで最初のアイスホッケークラブを創立し、初代長に就任した。
スポーツジャーナリスト、演劇評論家、スポーツ役員として働いていた。1912年にベルギースポーツジャーナリストプロフェッショナル協会を設立し、1923年から1935年まで率いた。1924年には国際スポーツジャーナリスト協会を共同設立し、最初の副会長を務め、後に会長も務めた。
第一次世界大戦中はベルギー空軍に加わり、最終的にベルギー女王エリザベート・ド・バヴィエールの個人パイロットとなった。
ブリュッセル、サンジルのペルシュ通りには彼の名前にちなむアールデコ様式の水泳プールがある。